# Unonopsis velutina
Unonopsis velutina là một loài thực vật thuộc họ Annonaceae. Đây là loài đặc hữu của Venezuela.